# Vladimir Rivero Hernández
Vladimir Rivero Hernández (* 22. Januar 1971 in Pinar del Río; † 24. November 2004 in Barañáin in der Nähe von Pamplona) war ein kubanischer Handballspieler, der später zusätzlich auch die ungarische Staatsangehörigkeit erwarb.
Rivero Hernández spielte in seiner Heimat für La Habana. Beim Yellow Cup 1995 in Winterthur kam seine kubanische Handballmannschaft auf Platz zwei. Dabei wurde er zum besten Torhüter des Turniers gewählt. Mit der kubanischen Nationalmannschaft absolvierte er insgesamt 191 Länderspiele. 1997 verließ er Kuba und siedelte zunächst nach Ungarn über, wo er für Szolnoki Kézilabda Club SE (1997–1998), Nyíregyházi Férfi Kézilabda Club (1998–1999) und Dunaferr SE (1999–2001) spielte. Mit Dunaferr gewann er 2000 die Meisterschaft und 2001 den Pokal. Anschließend unterschrieb er in der spanischen Liga ASOBAL beim amtierenden EHF-Champions-League-Sieger Portland San Antonio. Dort gewann er 2002 Meisterschaft, Pokal und Supercup, 2003 erneut den Supercup sowie 2004 den Europapokal der Pokalsieger. 2004 erwarb er die ungarische Staatsangehörigkeit, um für Ungarn an den Olympischen Spielen in Athen teilnehmen zu können, wurde zu seiner Enttäuschung vom Verband jedoch nicht nominiert. Er bestritt nur zwei Länderspiele für Ungarn. Zur Saison 2005/06 sollte er zum ungarischen Spitzenklub KC Veszprém wechseln.
Rivero, der mit einer Ungarin verheiratet und Vater von drei Töchtern war, war wegen Depressionen in ärztlicher Behandlung. Er wurde am Abend des 24. November 2004 tot in seiner Wohnung in der Nähe von Pamplona aufgefunden. Daraufhin sagte sein Klub die Teilnahme am unmittelbar bevorstehenden Europameisterschaftsturnier für Klubmannschaften ab. Als Todesursache ergab die Obduktion ein Aneurysma der Aorta.